# Phaedimus jagori
Phaedimus jagori är en skalbaggsart som beskrevs av Gerstaecker 1862. Phaedimus jagori ingår i släktet Phaedimus och familjen Cetoniidae. Inga underarter finns listade i Catalogue of Life.